# Moncale
Moncale település Franciaországban, Haute-Corse megyében. Lakosainak száma 342 fő (2022. január 1.). Moncale Calenzana községgel határos.

## Népesség
A település népességének változása:
| Lakosok száma | 131  | 176  | 170  | 227  | 293  | 316  | 321  | 332  | 337  | 342  |
|               | 1968 | 1982 | 1990 | 2006 | 2013 | 2015 | 2017 | 2019 | 2020 | 2022 |